# V. István Uroš szerb cár
V. (Szent) István Uroš (szerbül: Свети Стефан Урош V), (1336. szeptember 1. vagy 1337. augusztus 31. – 1371. december 4.) szerb társkirály 1346-tól, cár 1355-től haláláig. Uralma gyenge volt: az egyes szerb helytartók függetlenítették magukat tőle. Dalmáciában folyt a harc és azzal végződött, hogy Bosznia magyar fennhatóság alá került. A déli határokat eközben a törökök pusztították és a főurak is nyílt harcokat folytattak egymással. 1358-ban egész Dalmácia magyar birtok lett.
Édesapját, IV. István Urošt követte a trónon. Nyomban kitört a zűrzavar: István édesanyja, Ilona akarta gyakorolni a hatalmat, azonban Vartka (más néven Simon) akarnániai kormányzó függetlenítette magát. Vukasin és Lázár helytartók Istvántól elpártolván ugyancsak harcba szálltak a hatalomért (egymás ellen is). A gyenge Bizánci Birodalomtól nem félő bojárok hol ehhez, hol ahhoz csatlakoztak. Végül kitört a nyílt háború Vukasin és Lázár között. Lázár a magyar királyt, Nagy Lajost hívta segítségül, aki Szerbiába benyomult seregével. A harcot kerülni akaró István a hegyekbe menekült. Lázár a Macsói Bánságot és a Szerémséget Lajosnak engedte át.
A fő gondot valójában Vukasin jelentette: ugyan Bizánccal szövetkezett Ilona és István ellen, ennek ellenére hűséget színlelt a cár iránt. Mindezen felül a törököket is behívta Szerbiába, akik vérszemet kapva már saját hasznukra kezdték pusztítani az országot. Vukasin szorult helyzetében Istvánhoz fordult követelvén, hogy bocsássa el feleségét (ugyancsak Ilona), és vegye nőül Vukasin leányát, Erzsébetet. István mindenbe beleegyezett. Vukasin azonban egyedül akart uralkodni, egyesek szerint sajátkezűleg, mások szerint emberei által megölette István Uroš.